# علی طالب‌لو
علی طالب‌لو (زاده ۱۰ بهمن ۱۳۳۴ - تهران) بازیگر تئاتر، تلویزیون و سینما اهل ایران است.

## فیلم‌شناسی

### سینما
- صله سحر (۱۳۹۴)
- بی تو تنهایم (۱۳۸۰)
- در سرزمینی دیگر (۱۳۷۵)
- مرد پنجم (۱۳۷۳)

### تلویزیون
- ستایش (فصل سوم، ۱۳۹٨ سعید سلطانی)
- دریا نزدیک است (١٣٩٨ علی موسی مهدی پور)
- یوسف پیامبر (۱۳۸۷ فرج‌الله سلحشور)
- پس از باران (۱۳۷۹ سعید سلطانی)
- سایه همسایه (۱۳۶۴–۱۳۶۵ اسماعیل خلج)
- روزها و حکمت‌ها (۱۳۷۲ بهرام شاه‌محمدلو)
- فردا دیر است (۱۳۷۶–۱۳۷۷ حسن فتحی)
- صید در پی صیاد (۱۳۷۵–۱۳۷۴ صادق هاتفی)
- سیاه، سفید، خاکستری (۱۳۷۵–۱۳۷۶ سیامک شایقی)
- کژدم ۳۳ (۱۳۷۹ مهدی شمسایی)
- گم‌شده (۱۳۷۷ مسعود نوابی)
- چهل سرباز (۱۳۸۶ محمد نوری‌زاد)
- یک حرف از هزاران (۱۳۷۲ جهانگیر صمیمی‌فرد)
- نیمه پنهان ماه (۱۳۷۳ خسرو ملکان)
- مسافر زمان (۱۳۸۲ مسعود نوابی)
- دانشسرا (۱۳۸۰ محمد عمرانی)
- بازی در آئینه (۱۳۷۷ علی بیابانی)
- بوی خاک (۱۳۷۸ علی بیابانی)
- راز یک خزان (۱۳۷۷ فرامرز باصری)
- اینجا، خانه ما (۱۳۷۸ محمد جاوید مهتدی)
- جوانی (۱۳۸۰ سعید سلطانی)
- دردسر بزرگ (۱۳۷۸ رحیم مرتضی‌وند، علی عبدالعلی‌زاده، علیرضا اقدم، مسعود ثروت، میترا مقدم)
- وکیل محله (۱۳۷۹ اسماعیل میهن‌دوست)
- نرگس (۱۳۷۷ شاپور قریب)
- ماه آتش (۱۳۷۷ اسماعیل میهن‌دوست)
- جاده‌های سبز شمالی (۱۳۷۹–۱۳۸۰ عباس رافعی)
- دوست (۱۳۷۷ عبدالرضا اکبری)
- پرونده‌های مجهول (۱۳۸۰ جمال شورجه)